# ARA Balears
L'ARA Balears és un diari d'informació general en català editat i distribuït a les Illes Balears. És l'únic diari escrit en aquesta llengua que encara surt en versió de paper a Balears, tot i que només ho fa els caps de setmana. Va néixer el 22 de maig de 2013, arran de la clausura del Diari de Balears, i integra la informació d'Espanya i la internacional del Diari ARA amb el punt de vista illenc, amb notícies variades de caràcter local i de les illes, escrites per l'equip de redacció amb seu a Palma.
D'alguna manera, ARA Balears era el producte d'una relació de fa temps entre l'Edició de Premsa Periòdica Ara i el Grup Serra, editor del Diari de Balears, que s'uniren per tal de crear una nova capçalera. El Diari de Balears, desaparegut físicament, seguí, però, en versió web.
El nou mitjà va iniciar el camí dirigit per Catalina Serra, i sorgí amb la voluntat de seguir el model multiplataforma de l’Ara, amb una redacció integrada que elabora la informació atenent tots els formats de consum -paper, web i dispositius mòbils. Més endavant la succeí Ferran Aguiló, Aina Vives i al 2019 Enric Borràs Abelló.
El 2018 la delegació d'Inca de l'Obra Cultural Balear (OCB) va distingir la tasca del diari ARA Balears amb el premi Miquel Duran i Saurina, destinat a persones o entitats “per la seva contribució a la normalització lingüística en el món de la comunicació”.